# Lonavla
Lonavla (officiellement Lonavala) est une ville d’Inde et une hill station située dans le district de Pune dans l’État du Maharashtra.